# تومي وودز
تومي وودز (10 يونيو 1943 في الولايات المتحدة - ) (بالإنجليزية: Tommy Woods)‏ هو لاعب كرة سلة أمريكي في مركز هجوم قوي الجسم. لعب مع كنتاكي كولونيلز.

## وصلات خارجية
- تومي وودز على موقع سبورتس رفرنس (الإنجليزية)
- تومي وودز على موقع كلية كرة السلة في سبورتس رفرنس.كوم (الإنجليزية)
- تومي وودز على موقع بروبوليرز (الإنجليزية)